# Odalengo Piccolo
Odalengo Piccolo – miejscowość i gmina we Włoszech, w regionie Piemont, w prowincji Alessandria.
Według danych na styczeń 2010 gminę zamieszkiwało 259 osób przy gęstości zaludnienia 33,9 os./1 km².